# Friedhofskirche zum heiligen Karl Borromäus

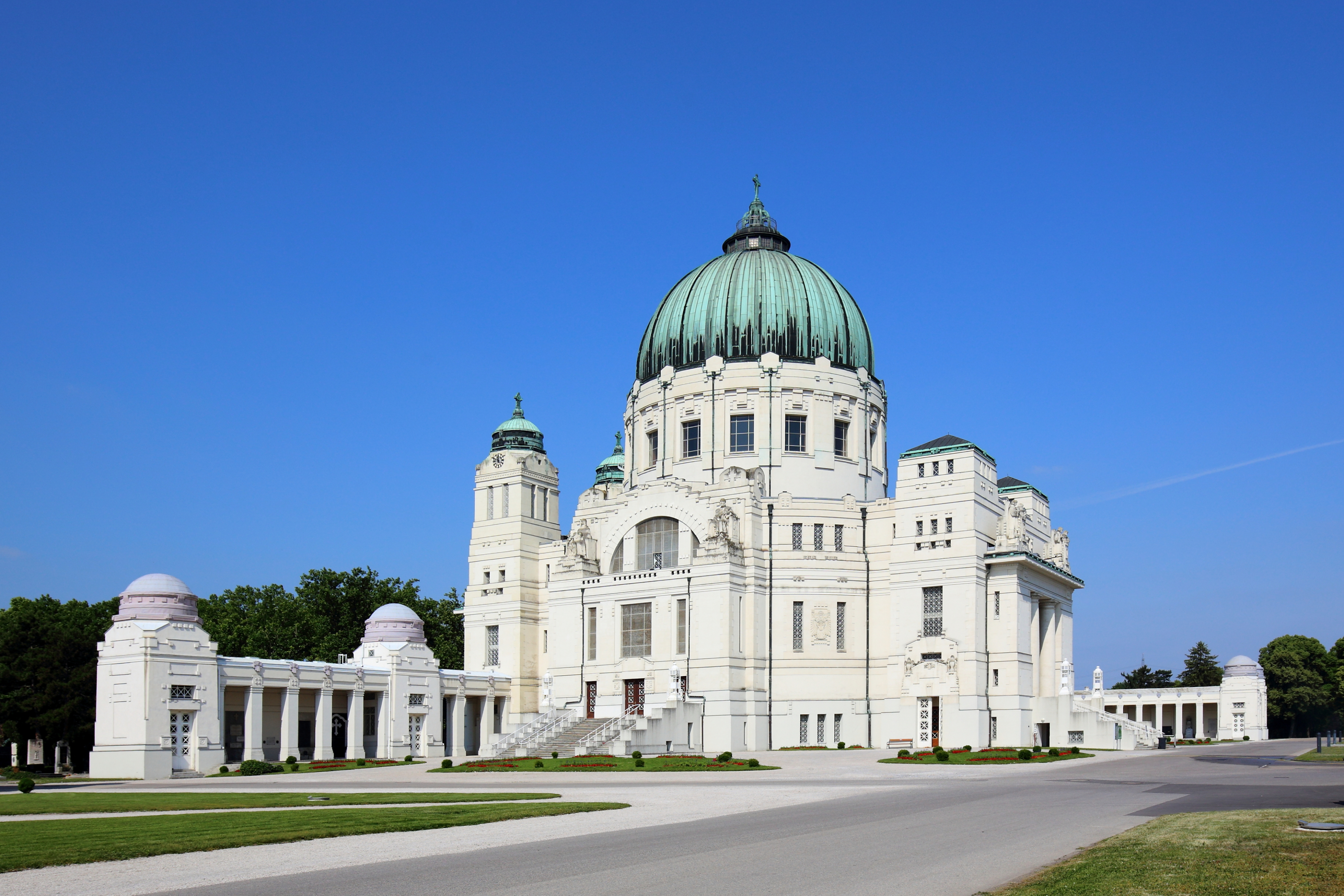
Karl-Borromäus-Kirche (Ostansicht)

Die Friedhofskirche zum heiligen Karl Borromäus (auch Karl-Borromäus-Kirche, früher Dr.-Karl-Lueger-Gedächtniskirche, volkstümlich Luegerkirche) ist eine römisch-katholische Kirche auf dem Wiener Zentralfriedhof im 11. Gemeindebezirk, Simmering. Sie wurde von 1908 bis 1911 nach Entwürfen des Architekten Max Hegele errichtet. Die Kirche steht unter Denkmalschutz.

## Geschichte

Innenansicht

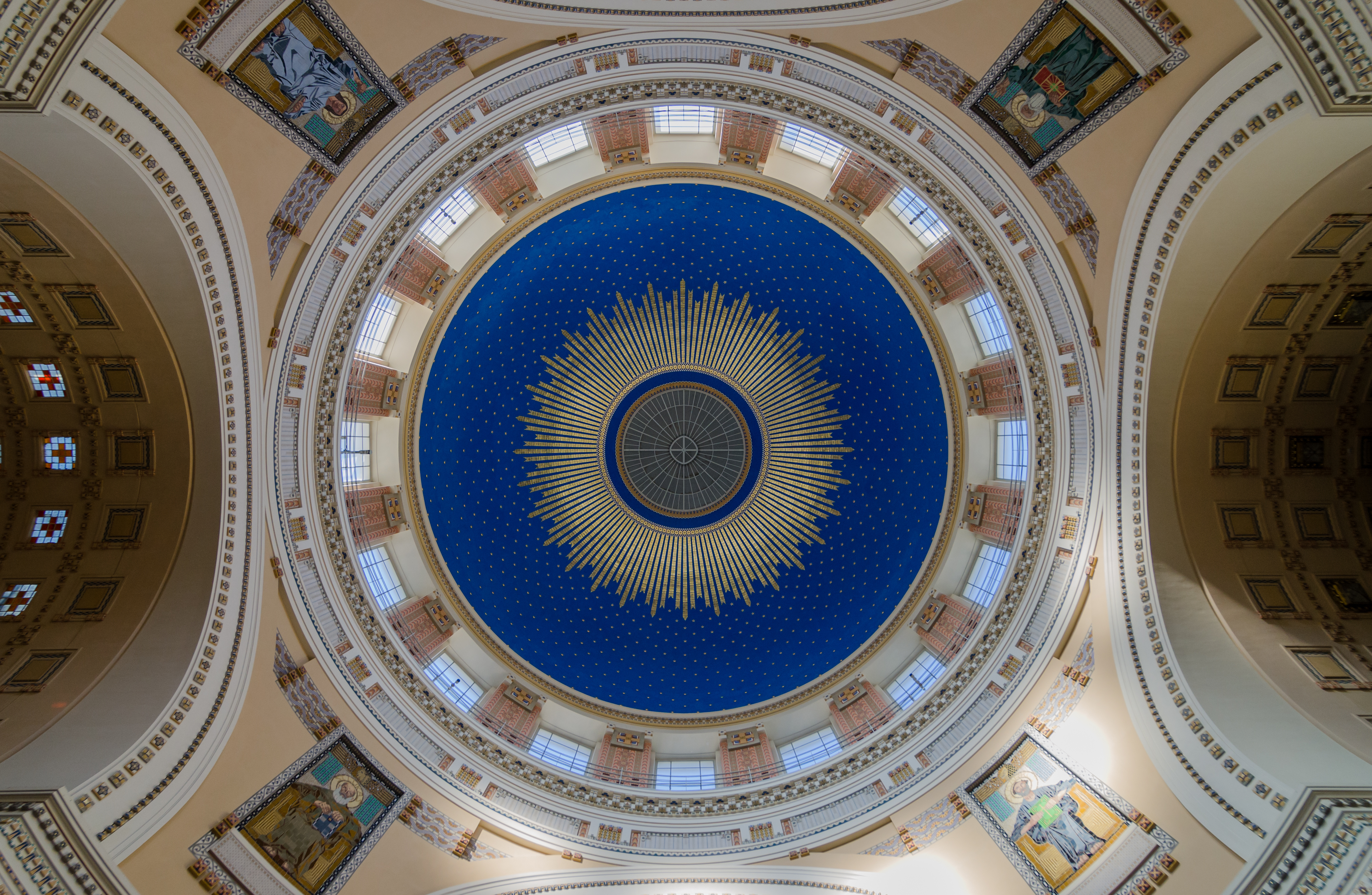
Charakteristische Kuppel von innen (2017)

Bereits in den 1870 von den Frankfurter Architekten Karl Jonas Mylius und Alfred Friedrich Bluntschli eingereichten Entwürfen zur Gestaltung des Zentralfriedhofs war eine Friedhofskirche im Zentrum des Areals vorgesehen. Nach der Eröffnung des Friedhofs im Jahr 1874 vergingen Jahrzehnte, bis 1899 von der Wiener Stadtverwaltung als Betreiber des Friedhofes ein Wettbewerb zur Fertigstellung des Zentralfriedhofes ausgeschrieben wurde, der von Max Hegele gewonnen wurde.
Es erfolgte die Errichtung der Portalanlage beim Haupteingang zum Friedhofsgelände (Tor 2) sowie der links und rechts der Eingangszone gelegenen Aufbahrungshallen I und II. Von 1905 bis 1907 wurden die zu beiden Seiten der Kirche gelegenen Gruftanlagen – die Arkaden und Kolumbarien – 
errichtet.
Die Grundsteinlegung zum Bau der Kirche erfolgte am 11. Mai 1908 durch den Wiener Bürgermeister Karl Lueger, die Arbeiten dauerten bis Oktober 1910. Nach dem Tod Karl Luegers im März 1910 wurde von der Gemeinde Wien beschlossen, die Kirche Dr.-Karl-Lueger-Gedächtniskirche zu nennen. Die sterblichen Überreste Luegers, die provisorisch im Familiengrab beigesetzt waren, wurden Ende Oktober 1910 in die Kirchengruft unter dem Hochaltar verlegt. Auf dem Wandbild im oberen Teil des Altarraums ist Karl Lueger im Sterbehemd kniend abgebildet. Am 16. Juni 1911 wurde die Kirche dem Patrozinium des hl. Karl Borromäus unterstellt.
Während des Zweiten Weltkriegs wurde die Kuppel der Kirche durch einen Brandbombentreffer zerstört; die Instandsetzungsarbeiten nach Kriegsende dauerten bis in die 1950er Jahre.
Von 1995 bis 2000 wurde die Kirche auf Initiative von Stadtrat Johann Hatzl generalsaniert; die Kosten betrugen 183 Mio. Schilling. Dabei wurde auch die Innenkuppel, die nach dem Zweiten Weltkrieg nur notdürftig restauriert worden war, originalgetreu wiederhergestellt. Die Wiedereröffnung fand am 27. Oktober 2000 durch den Wiener Bürgermeister Michael Häupl statt, die Wiedereinweihung vier Tage später durch den Wiener Erzbischof Kardinal Christoph Schönborn. Im Zuge der Wiedereröffnung wurde der neue Name Friedhofskirche zum Heiligen Karl Borromäus festgelegt.

## Gestaltung
Die Kirche ist in ihrer architektonischen und künstlerischen Gestaltung dem Jugendstil zuordenbar, weist aber auch unter anderem Elemente ägyptischer Baukunst auf. Friedrich Achleitner kommentierte: Tatsächlich handelte es sich aber bereits um eine Verwertung von Jugendstildekor vor dem Hintergrund eines diffusen Historismus bzw. um eine Adaptierung für einen trockenen Monumentalismus, der in einem leblosen Pathos erstarrt sei. Die Typologie zeige aber eine visuelle Resistenz, die in dem großräumigen Zusammenhang eine eigene Qualität darstelle.
Es existieren gestalterische Parallelen zu der von Otto Wagner entworfenen, 1907 fertiggestellten Kirche am Steinhof, deren Gestaltung aber wiederum von Hegeles Entwürfen von 1899 (Otto Wagner war damals Jury-Mitglied) beeinflusst sein konnte.
Die Oberkirche befindet sich rund 3 Meter über dem Niveau des Friedhofs und kann über drei breite Freitreppen erreicht werden. Darunter befindet sich die als Gruftanlage dienende Unterkirche. Über dem Portal befinden sich Engelpaare von Carl Wollek und Theodor Charlemont. Die vier Evangelisten an Ost- und Westseite stammen von Josef Heu (heiliger Johannes), Othmar Schimkowitz (heiliger Lukas), Josef Breitner (heiliger Matthäus) und Artur Kaan (heiliger Markus). Von Jakob Gruber stammt das Wandrelief „Auferstehung der Tochter des Jairus“ im linken Kreuzschiff.
Die Reliefs in der Vorhalle stammen von Georg Leisek (Vertreibung von Adam und Eva aus dem Paradies) und Hans Rathausky (Trauer um Abel). Glasfenster und Wandmosaike der Kirche stammen von Leopold Forstner, der nach eigenen Entwürfen in den Kuppelpendentifs die vier Evangelisten darstellte und die Eingangsbereiche zu den Seitenkapellen gestaltete. Der Maler Hans Zatzka schuf die Darstellung des jüngsten Gerichts über dem Hochaltar. 
An den Zifferblättern der Turmuhren sind zur Stundeneinteilung statt Zahlen Buchstaben angebracht, die – im Uhrzeigersinn von 1 bis 11 gelesen – die lateinische Phrase TEMPUS FUGIT („Die Zeit flieht“) ergeben. An der 12-Uhr-Position befindet sich ein kleines Kreuz.

## Bildergalerie

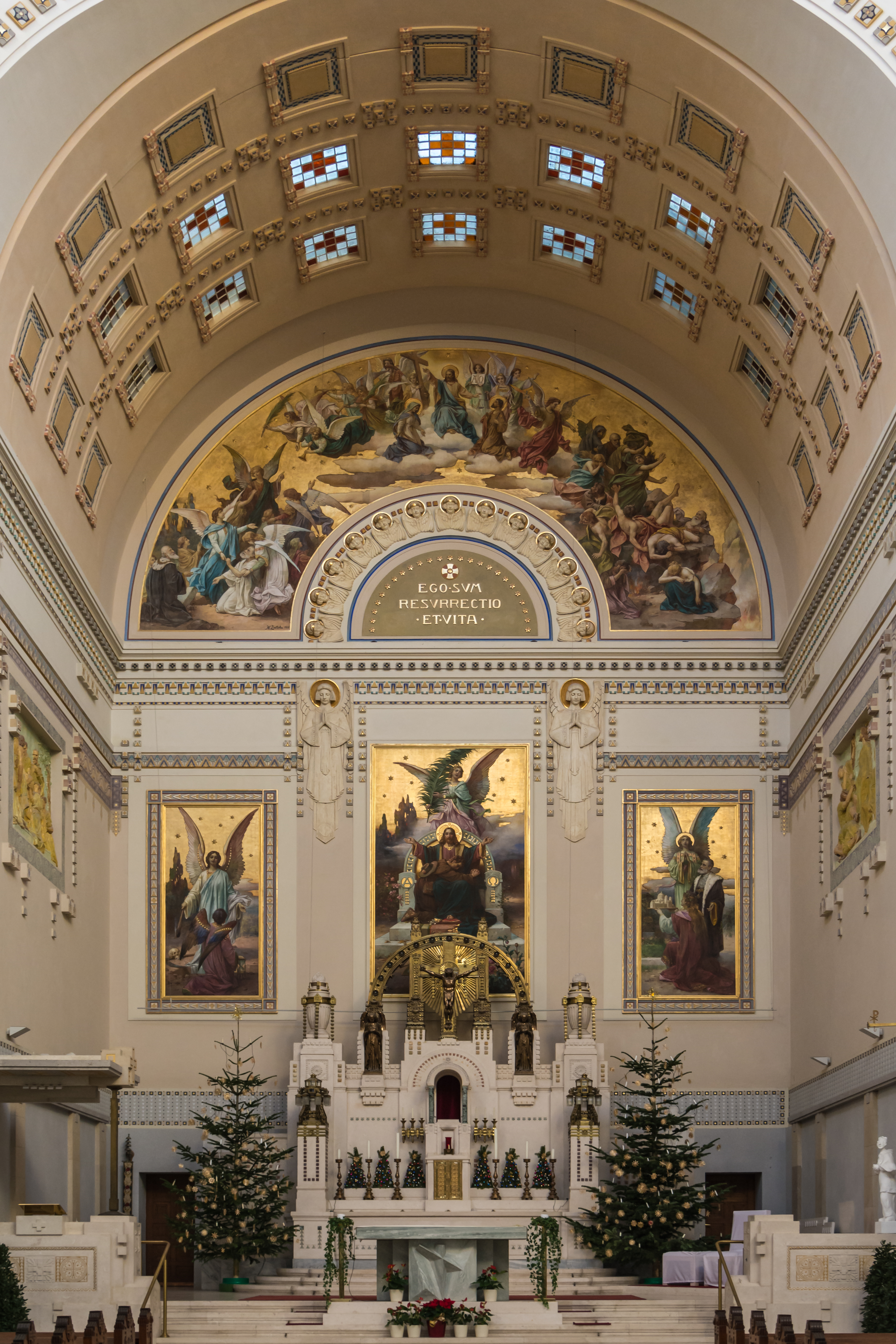
Altar
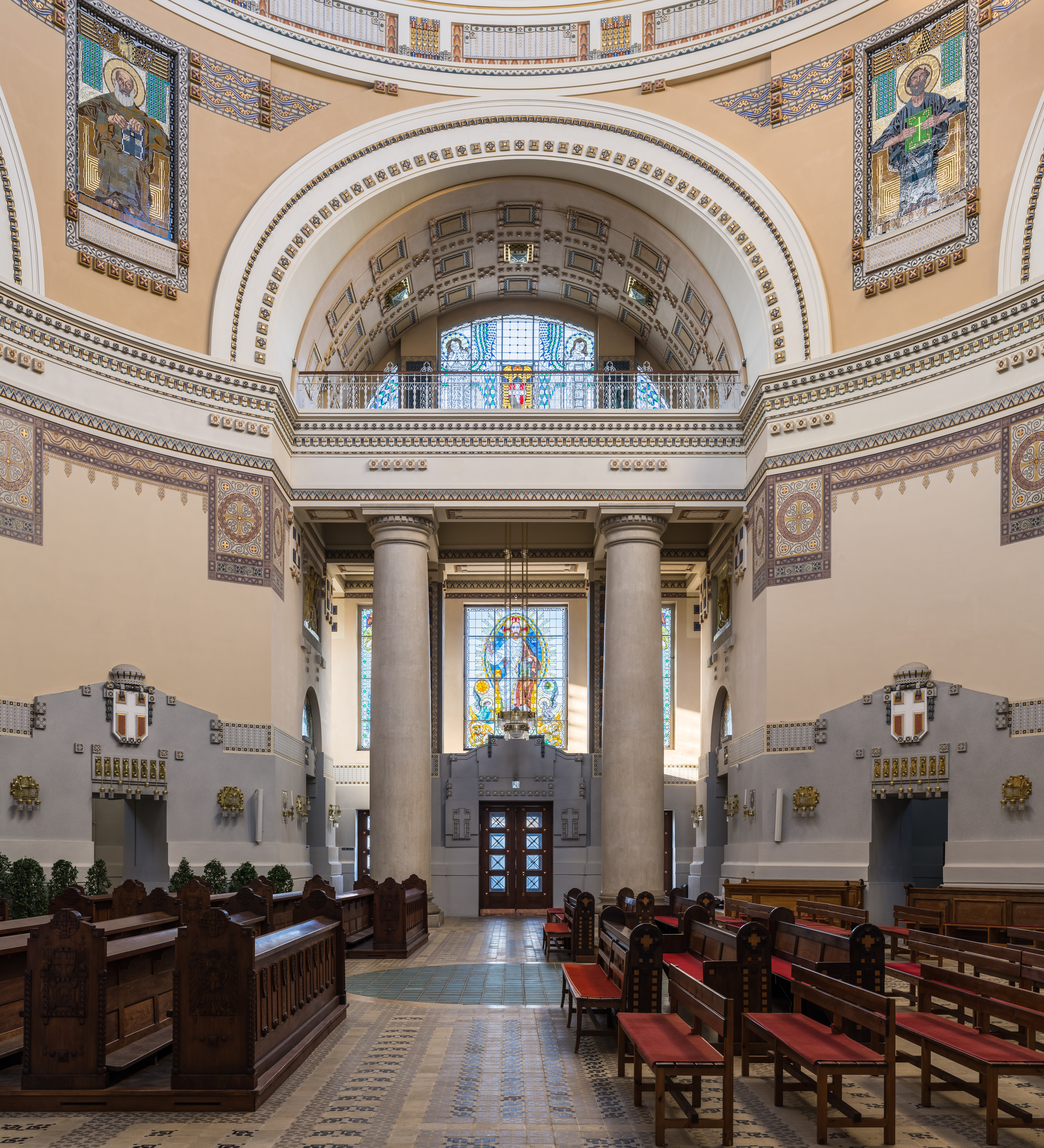
Rechtes Querschiff
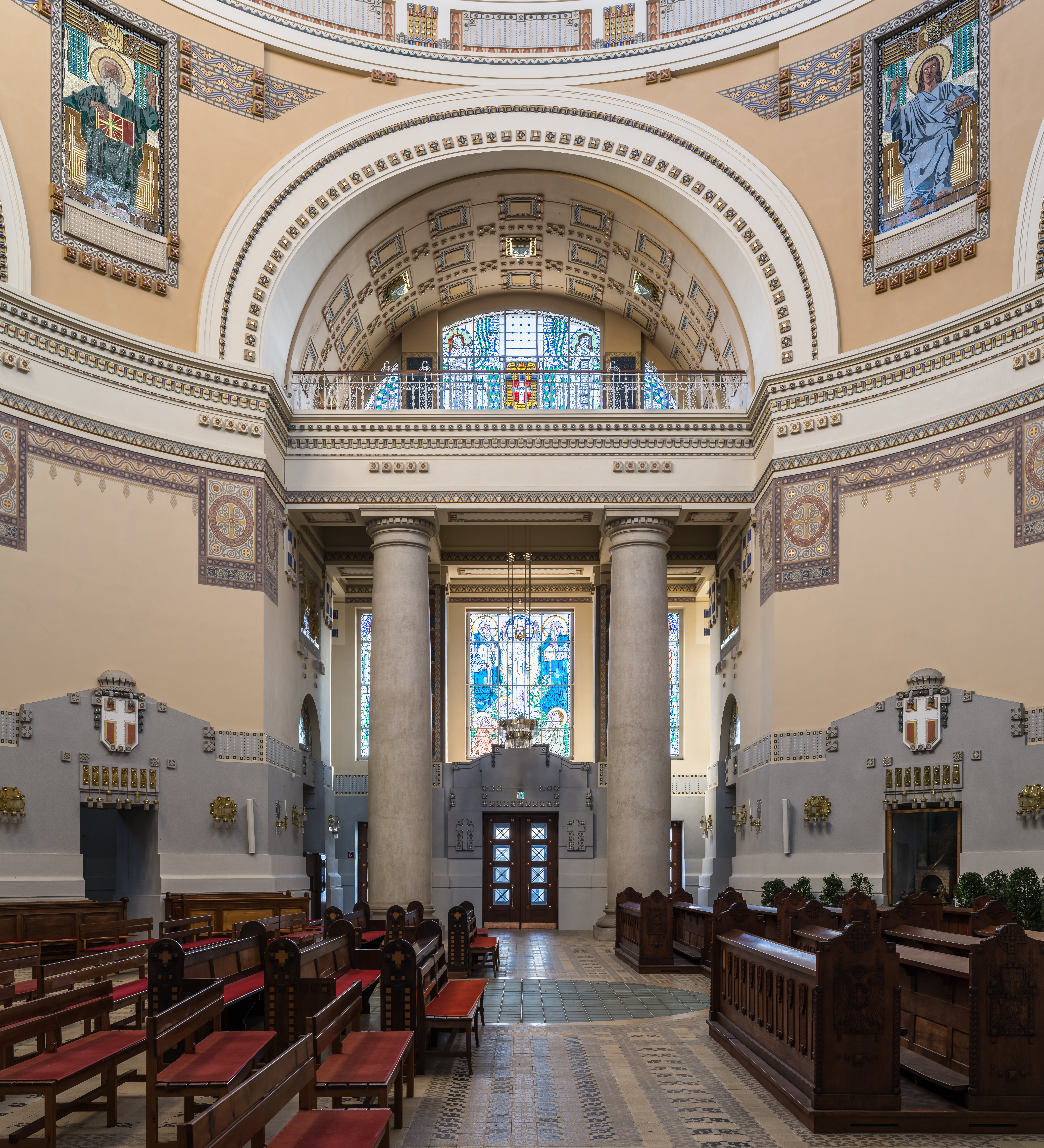
Linkes Querschiff
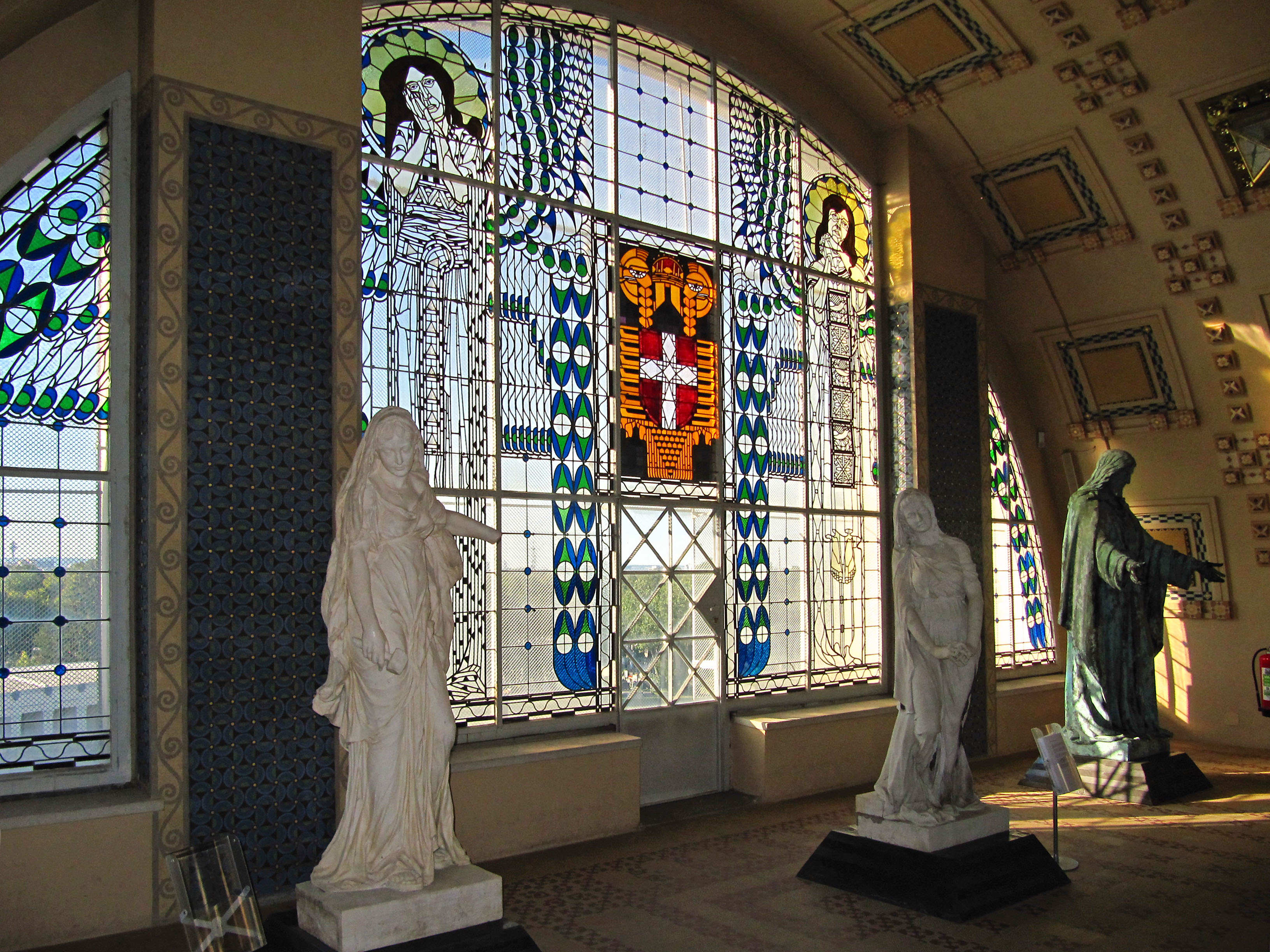
Von Leopold Forstner gestaltetes Fenster
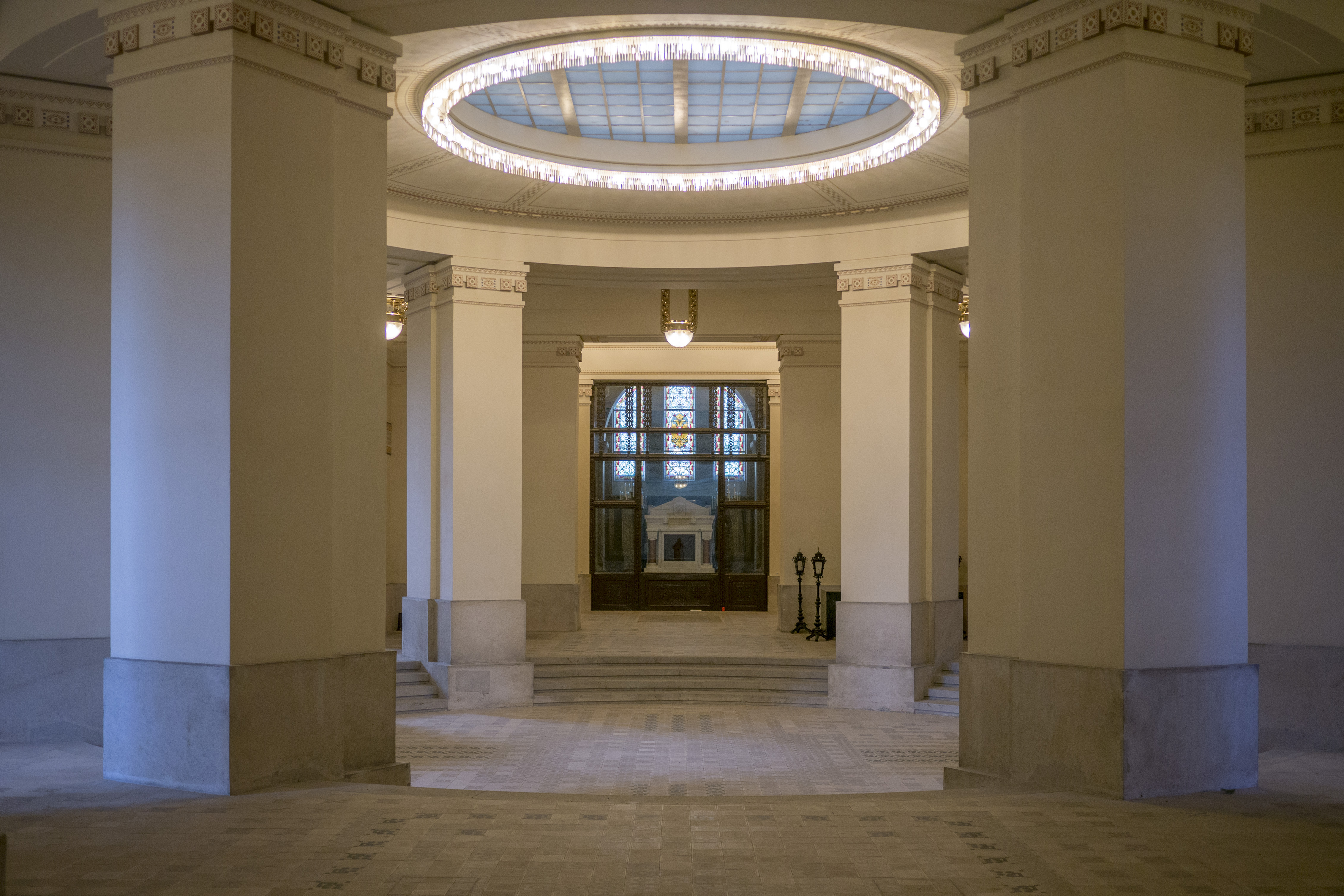
Unterkirche mit 44 Gruften
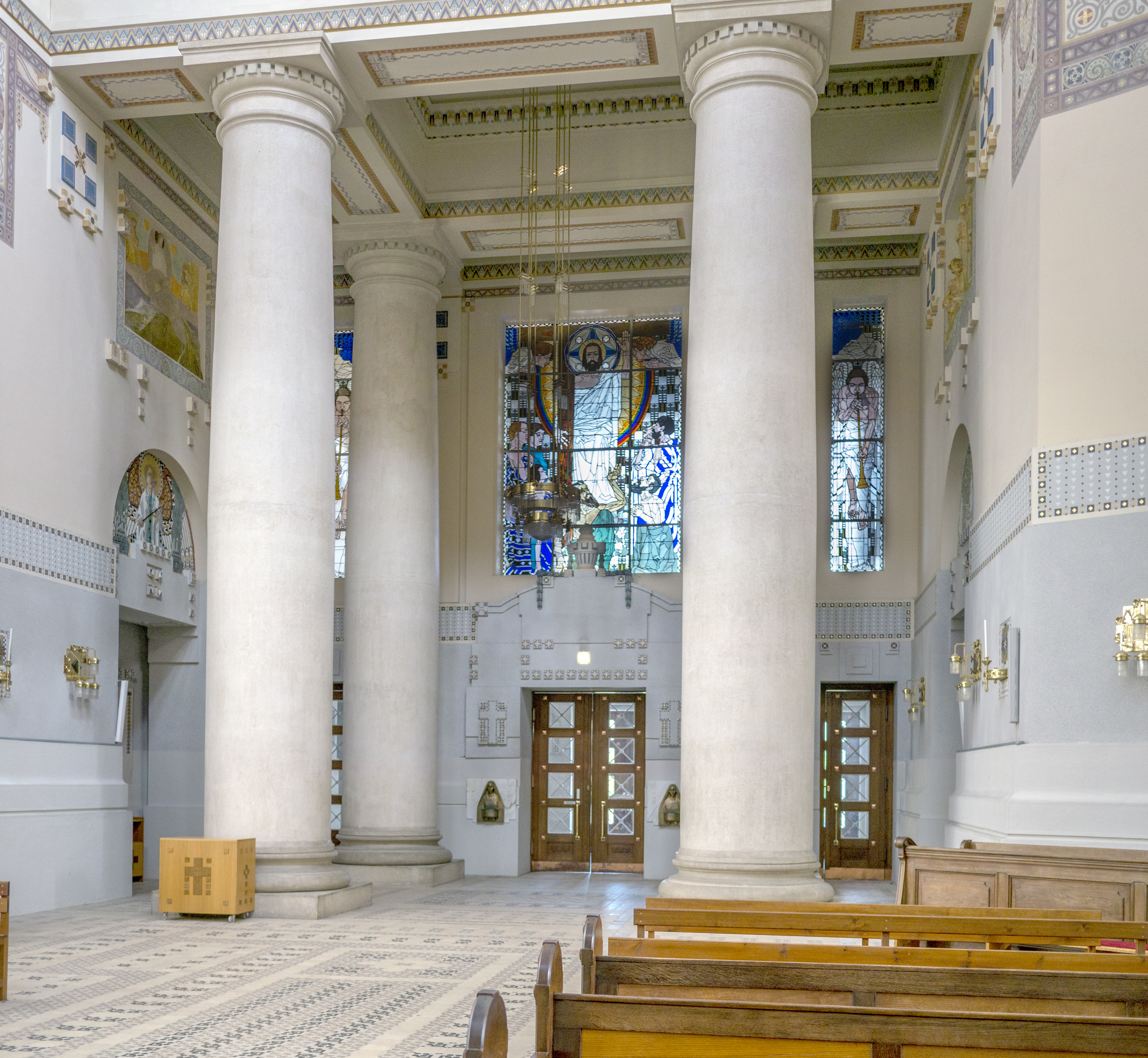
Blick zum Eingang
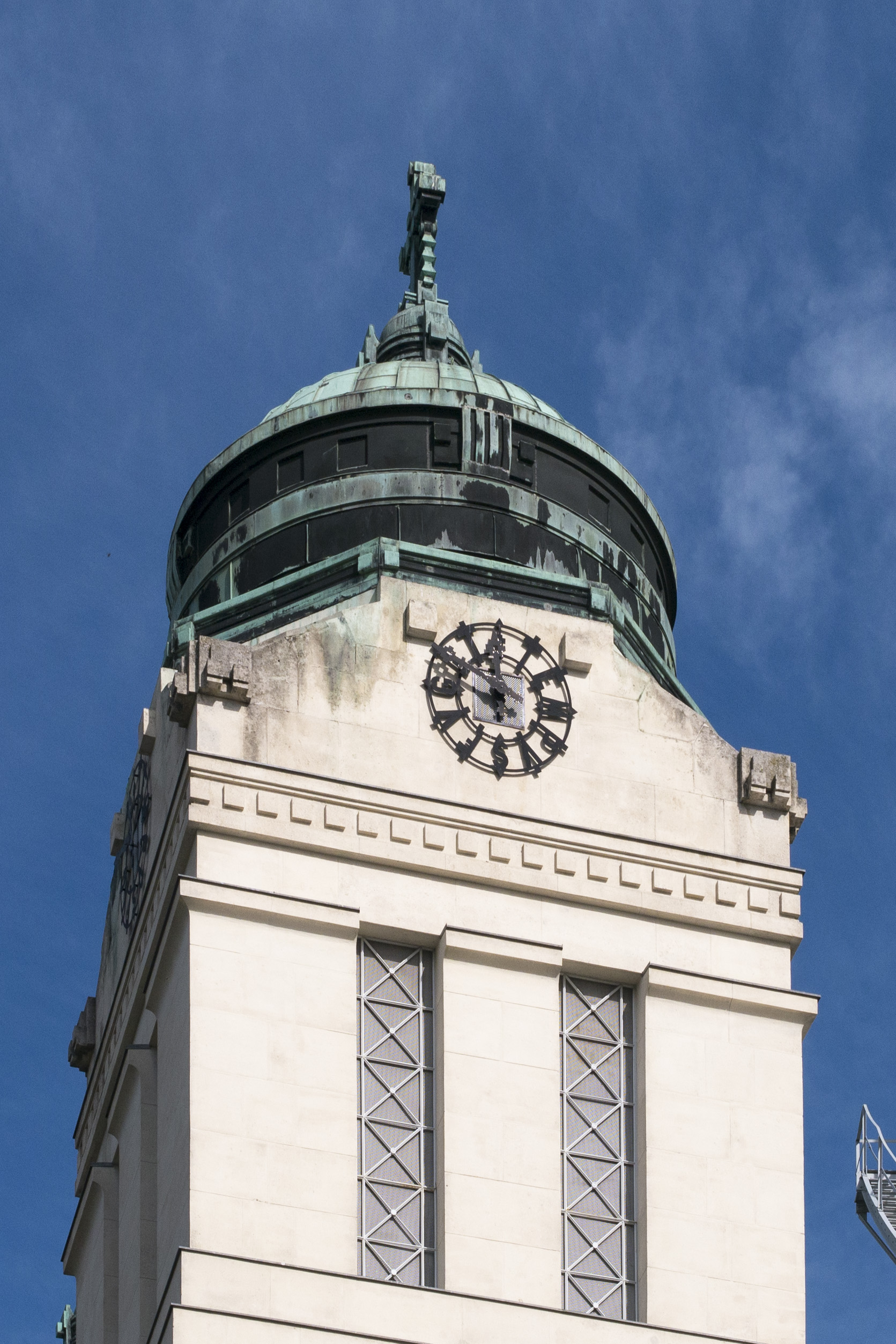
Uhr mit der Aufschrift Tempus Fugit
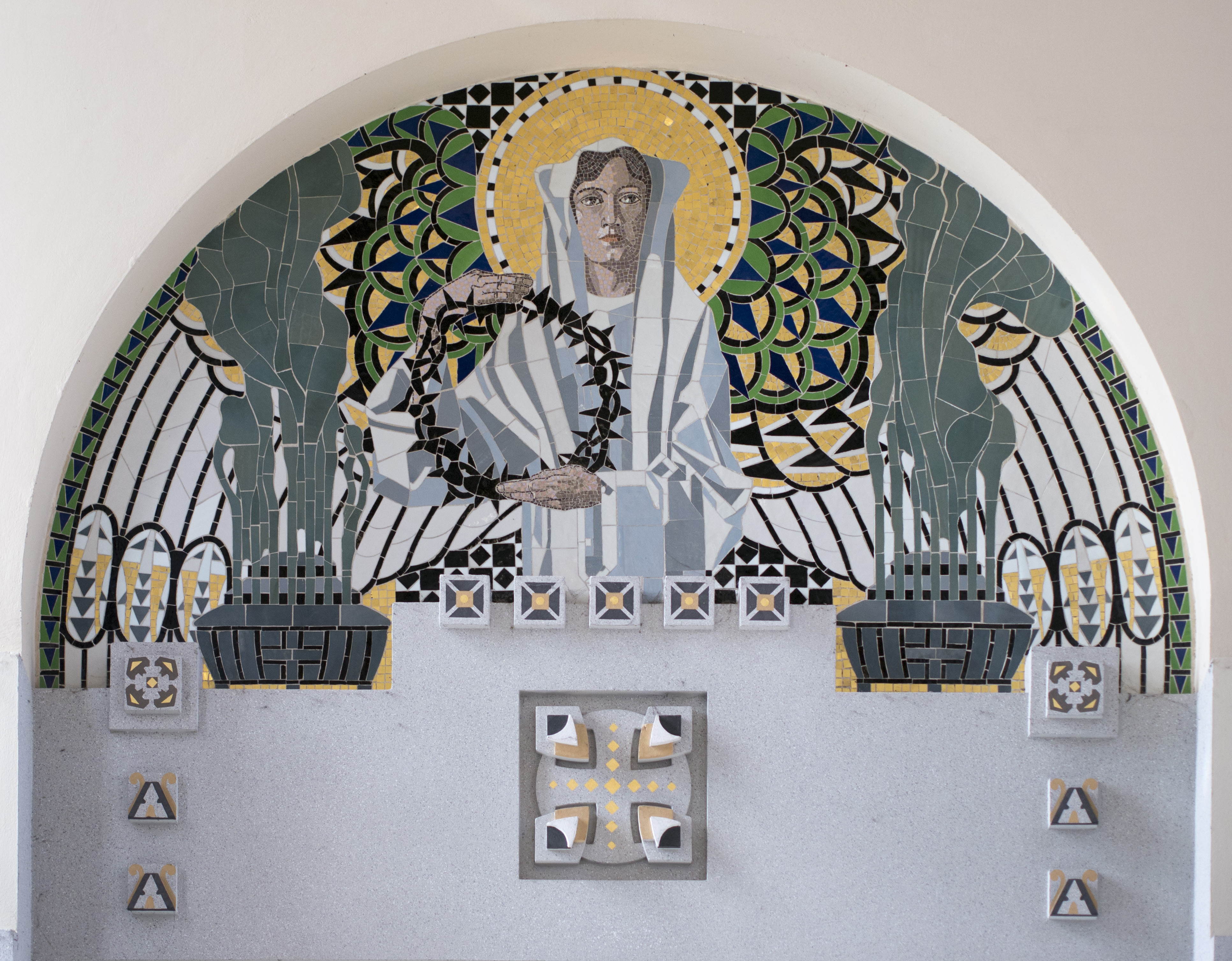
Mosaik mit einer Leidensprüfung
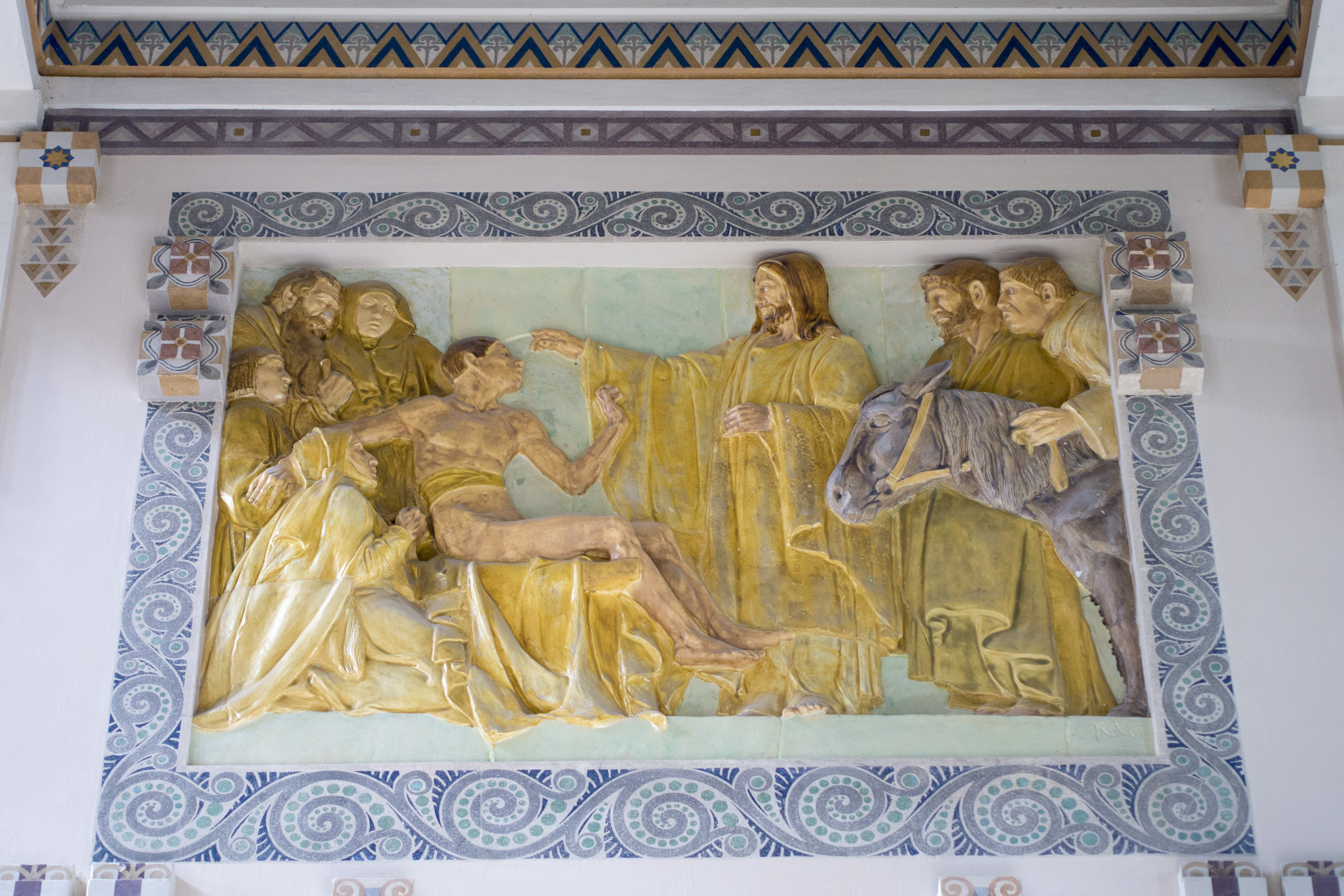
Keramik von Theodor Khuen